# Wymiarki (gmina)
Pour les articles homonymes, voir Wymiarki.
Wymiarki est une gmina rurale (gmina wiejska) de la powiat de Żagań, dans la Voïvodie de Lubusz, dans l'ouest de la Pologne.
Son siège administratif (chef-lieu) est le village de Wymiarki, qui se situe environ 20 kilomètres au sud-ouest de Żagań (siège de la powiat) et 56 kilomètres au sud-ouest de Zielona Góra (siège de la diétine régionale).
La gmina couvre une superficie de 63,09 km2 pour une population de 2 449 habitants en 2006.

## Histoire
De 1975 à 1998, la gmina est attachée administrativement à la voïvodie de Zielona Góra.

Depuis 1999, elle fait partie de la voïvodie de Lubusz.

## Géographie
La gmina inclut les villages et localités de :

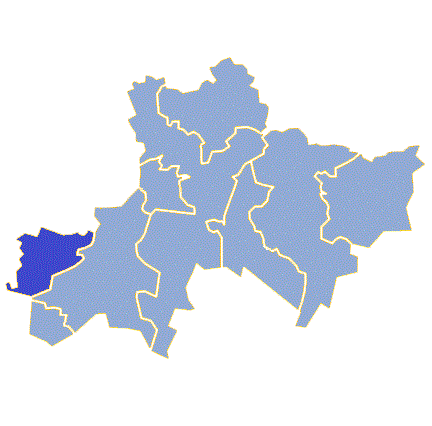
Plan de la gmina

- Lubartów
- Lubieszów
- Lutynka
- Silno Małe
- Witoszyn
- Wymiarki

### Gminy voisines
La gmina de Wymiarki est voisine des gminy suivantes :
- Iłowa
- Przewóz
- Żary

## Structure du terrain
D'après les données de 2002, la superficie de la commune de Wymiarki est de 63,09 kilomètres carrés, répartis comme telle :
- terres agricoles : 29%
- forêts : 64%

La commune représente 5,58% de la superficie du powiat.

## Démographie
Données du 30 juin 2004:
| Description        | Total  | Total | Femmes | Femmes | Hommes | Hommes |
| ------------------ | ------ | ----- | ------ | ------ | ------ | ------ |
| Unité              | Nombre | %     | Nombre | %      | Nombre | %      |
| Population         | 2 481  | 100   | 1 281  | 51,6   | 1 200  | 48,4   |
| Densité (hab./km²) | 39,3   | 39,3  | 20,3   | 20,3   | 19     | 19     |